# ジェイムスのWEEKSTARTER!
ジェイムスのWEEKSTARTER!（ジェイムスのウィークスターター）は、CBCラジオで毎週日曜日に放送されていたラジオ番組。地元名古屋が大好きなお騒がせアメリカ人ジェイムス・ヘイブンスと相方のロボ丸が、その週の話の種になるような情報で一週間をキックオフするラジオ番組。

## パーソナリティー
- ジェイムス・ヘイブンス
- ロボ丸

## 放送期間、放送時間
- 2012年4月1日〜2013年3月31日、毎週日曜日、深夜0:00〜0:30

## コーナー紹介
- HAPPY BIRTHDAY THIS WEEK! - その週に生まれた主な著名人を紹介するコーナー。
- WHAT HAPPENED THIS WEEK! - その週に起きた世界の主な出来事を紹介するコーナー。
- WHAT'S GOIN' ON THIS WEEK! - その週に行われる東海エリアの祭りやイベントなどを紹介するコーナー。